# モルガン・パラ
モルガン・パラ(Morgan Parra、1988年11月15日 - )は、フランスの元ラグビーユニオン選手である。

## 経歴・プロフィール
- 2009年にCSブルゴワン＝ジャイユーからASMクレルモン・オーヴェルニュに移籍した。
- フランス代表としての初出場は2008年のシックスネーションズでのイングランド戦で通算キャップ数は71。
- ポジションはスクラムハーフで、キッカーも務める。
- 2023年6月、現役を引退した[1]。